# Indragning
För indragning (censur) av publikationer, se indragningsmakten. För indragning av förläningar, se svenska reduktioner.

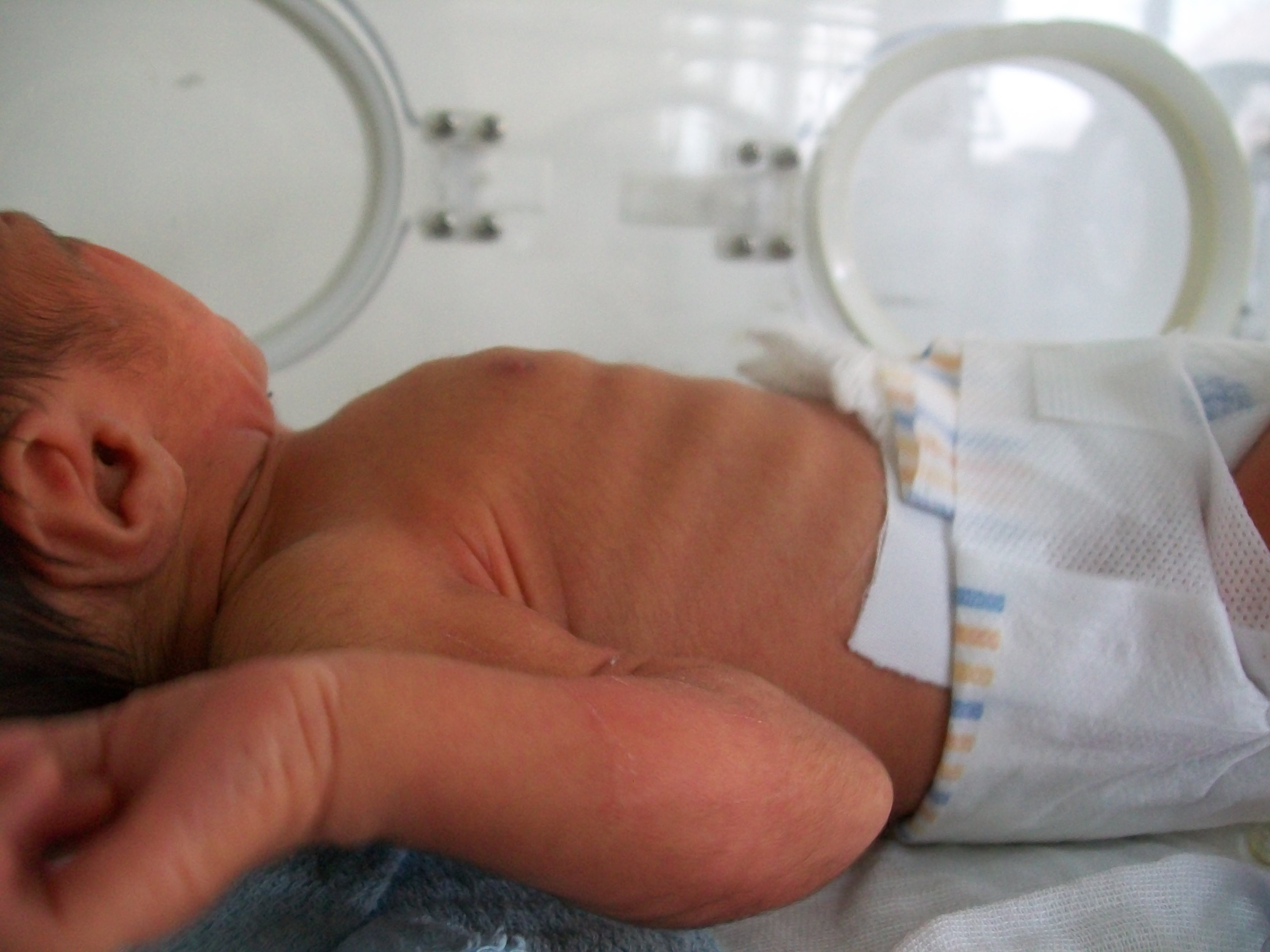
Indragning mellan revbenen på ett nyfött barn.

Indragning är en inbuktning av huden mellan revbenen och över sternum och är ett tecken på ansträngd andning.